# Sidi Youssef (Kerkennah)
Sidi Youssef est un village tunisien et le port d'accès aux îles Kerkennah. Il est situé à l'extrémité occidentale de l'île de Gharbi, la plus proche du port continental de Sfax distant de 18 kilomètres.

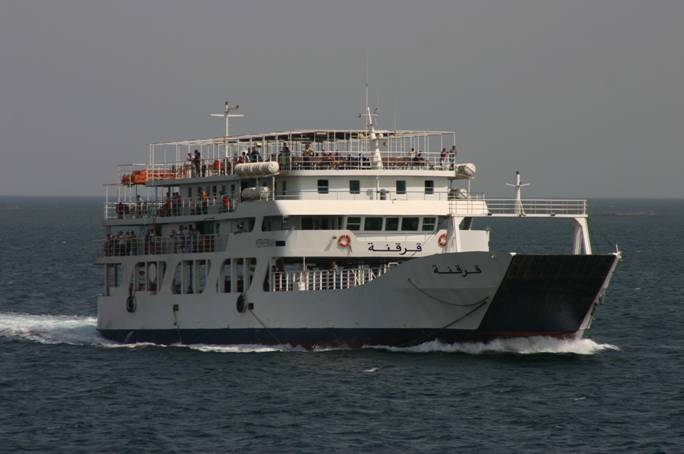
Car-ferry reliant Sfax à Sidi Youssef

Sidi Youssef n'a pas toujours été le terminus de cette ligne de car-ferry puisque les liaisons entre les Kerkennah et Sfax étaient auparavant effectuées entre le cap Sidi Mansour, situé à sept kilomètres au nord de Sfax (délégation de Sakiet Eddaïer), et Sidi Fredj (île de Chergui) qui correspond aujourd'hui à la principale zone touristique de l'archipel. Il s'agit d'un port de passagers accueillant jusqu'à douze services quotidiens en été du car-ferry de la SOMVIK (Société de mise en valeur des îles Kerkennah). Il est doté d'infrastructures telles qu'une gare maritime, une gare routière pour les autobus et les taxis collectifs (plusieurs dizaines) qui assurent le transport collectif terrestre.
Mais Sidi Youssef abrite aussi un port de pêche où stationnent des embarcations à voile — et de plus en plus à moteur — pratiquant une pêche artisanale. Quelques services ont été aménagés tels un commerce de glace pour la conservation du poisson frais, des marchands de poissons ainsi que des commerces de restauration comme un restaurant en activité durant la saison touristique.
Un quartier d'appartements construit à une centaine de mètres du port comprend des services de confort et de proximité telles une supérette avec rôtisserie et une piscine en résidence. Il est destiné à la location touristique mais peut aussi héberger les employés des entreprises de prospection pétrolière car des recherches actives sont en cours à quelques kilomètres des côtes. Une plage a été aménagée pour le séjour journalier des touristes (parasols plantés) ou le camping.
Un poste de la garde nationale marque l'entrée de la zone portuaire, à proximité immédiate de la route qui traverse de part en part les Kerkennah.
Une petite mosquée blanche et verte abrite le tombeau d'un saint qui a donné son nom à ce lieu. 